# Verklista för Dieterich Buxtehude
Det här är en lista över kompositioner av Dieterich Buxtehude.
Buxtehude-Werke-Verzeichnis (”förteckning över Buxtehudes verk”, vanligen förkortad BuxWV) är en katalog och ett numreringssystem för verk av den tysk-danske tonsättaren Diedrich Buxtehude. Det sammanställdes av Georg Karstädt och publicerades 1974 som Thematisch-Systematisches Verzeichnis der Musikalischen Werke von Dietrich Buxtehude. En andra utgåva publicerades 1985 och innehåller mindre tillägg och rättelser. Katalogen är tematiskt ordnad, inte kronologiskt, och innehåller 275 verk. Ett appendix (”Anhang”) som följde på senare, innehåller 15 oäkta och felaktigt attribuerade verk.
De fjorton triosonaterna (BuxWV 152–165) var de enda verk som publicerades under Buxtehudes levnad. Då de först publicerades i två volymer betecknas de första sju nu vanligen som Buxtehudes opus 1 och de följande sju som opus 2.

## Vokalmusik

### Kantater(1–112)
| BuxWV | Titel                                                                      | Text                     | Övrigt                       |
| ----- | -------------------------------------------------------------------------- | ------------------------ | ---------------------------- |
| 1     | Accedite gentes, accurite populi                                           |                          |                              |
| 2     | Afferte Domino gloriam honorem                                             |                          |                              |
| 3     | All solch dein Güt wir preisen                                             |                          |                              |
| 4     | Alles, was ihr tut mit Worten oder mit Werken                              | Georg Niege och Kolosser |                              |
| 5     | Also hat Gott die Welt geliebet                                            |                          |                              |
| 6     | An filius non est Dei, fons gratiae salus rei                              |                          |                              |
| 7     | Aperite mihi portas justitiae                                              |                          |                              |
| 8     | Att du, Jesu, will mig höra                                                |                          |                              |
| 9     | Bedenke, Mensch, das Ende, bedenke deinen Tod                              |                          |                              |
| 10    | Befiehl dem Engel, daß er komm                                             |                          |                              |
| 11    | Canite Jesu nostro citharae, cymbala, organa                               |                          |                              |
| 12    | Cantate Domino canticum novum                                              | Psaltaren 96:1-4         |                              |
| 13    | Das neugeborne Kindelein, das herzeliebe Jesulein                          | Cyriacus Scheegaß        |                              |
| 14    | Dein edles Herz, der Liebe Thron                                           |                          |                              |
| 15    | Der Herr ist mit mir, darum fürchte ich mich nicht                         |                          |                              |
| 16    | Dies ist der Tag                                                           |                          | Försvunnen                   |
| 17    | Dixit Dominus Domino meo                                                   |                          |                              |
| 18    | Domine, savum fac regem et exaudi nos                                      |                          |                              |
| 19    | Drei schöne Dinge sind                                                     |                          |                              |
| 20    | Du Friedefürst, Herr Jesu Christ                                           |                          |                              |
| 21    | Du Friedefürst, Herr Jesu Christ                                           |                          |                              |
| 22    | Du Lebensfürst, Herr Jesu Christ                                           |                          |                              |
| 23    | Ecce nunc benedicite Domino                                                |                          |                              |
| 24    | Eins bitte ich vom Herrn                                                   |                          |                              |
| 25    | Entreißt euch, meine Sinnen                                                |                          |                              |
| 26    | Erfreue dich, Erde! Du Himmel erschall!                                    |                          |                              |
| 27    | Erhalt uns, Herr, bei deinem Wort                                          |                          |                              |
| 28    | Fallax mundus ornat vultus                                                 |                          |                              |
| 29    | Frohlocket mit Händen                                                      |                          |                              |
| 30    | Fürchtet euch nicht, siehe ich verkündige euch große Freude                |                          |                              |
| 31    | Fürwahr, er trug unsere Krankheit                                          |                          |                              |
| 32    | Gen Himmel zu dem Vater mein                                               |                          |                              |
| 33    | Gott fähret auf mit Jauchzen                                               |                          |                              |
| 34    | Gott hilf mir, denn das Wasser geht mir bis an die Seele                   |                          |                              |
| 35    | Herr, auf dich traue ich                                                   |                          |                              |
| 36    | Herr, ich lasse dich nicht                                                 |                          |                              |
| 37    | Herr, nun läßt du deinen Diener in Frieden fahren                          |                          |                              |
| 38    | Herr, wenn ich nur dich hab                                                |                          |                              |
| 39    | Herr, wenn ich nur dich habe                                               |                          |                              |
| 40    | Herren var Gud - Der Herr erhöre dich                                      |                          |                              |
| 41    | Herzlich lieb hab ich dich, o Herr                                         |                          | över Martin Schallings psalm |
| 42    | Herzlich tut mich verlangen                                                |                          |                              |
| 43    | Heut triumphieret Gottes Sohn                                              |                          |                              |
| 44    | Ich bin die Auferstehung und das Leben                                     |                          |                              |
| 45    | Ich bin eine Blume zu Saron                                                |                          |                              |
| 46    | Ich habe Lust abzuscheiden                                                 |                          |                              |
| 47    | Ich habe Lust abzuscheiden                                                 |                          |                              |
| 48    | Ich halte es dafür, daß dieser Zeit Leiden der Herrlichkeit nicht wert sei |                          |                              |
| 49    | Ich sprach in meinem Herzen                                                |                          |                              |
| 50    | Ich suchte des Nachts in meinem Bette                                      |                          |                              |
| 51    | Ihr lieben Christen, freut euch nun                                        |                          |                              |
| 52    | In dulci jubilo, nun singet und seid froh!                                 |                          |                              |
| 53    | In te, Domine, speravi. Non confundat in aeternum                          |                          |                              |
| 54    | Ist es recht, daß man dem Kaiser Zinse gebe oder nicht?                    |                          |                              |
| 55    | Je höher du bist, je mehr dich demütige                                    |                          |                              |
| 56    | Jesu dulcis memoria                                                        |                          |                              |
| 57    | Jesu dulcis memoria                                                        |                          |                              |
| 58    | Jesu komm mein Trost und Lachen                                            |                          |                              |
| 59    | Jesu meine Freud und Lust                                                  |                          |                              |
| 60    | Jesu meine Freude, meines Herzens Weide                                    |                          | över Johann Francks psalm    |
| 61    | Jesu, meines Lebens Leben                                                  |                          |                              |
| 62    | Jesu, meines Lebens Leben                                                  |                          |                              |
| 63    | Jesulein, du Tausendschön, Blümlein aus dem Himmelsgarten                  |                          |                              |
| 64    | Jubilate Domino, omnis terra                                               |                          |                              |
| 65    | Klinget mit Freuden, ihr klaron Klarinen                                   |                          |                              |
| 66    | Kommst du, Licht der Heiden                                                |                          |                              |
| 67    | Lauda anima mea Dominum                                                    |                          |                              |
| 68    | Lauda Sion Salvatorem                                                      |                          |                              |
| 69    | Laudate pueri, Dominum, laudate nomen Domini                               |                          |                              |
| 70    | Liebster, meine Seele saget mit durchaus verliebtem Sinn                   |                          |                              |
| 71    | Lobe den Herrn, meine Seele                                                |                          |                              |
| 72    | Mein Gemüt erfreuet sich                                                   |                          |                              |
| 73    | Mein Herz ist bereit, Gott, daß ich singe und lobe                         |                          |                              |
| 74    | Meine Seele, willtu ruhn                                                   |                          |                              |
| 75    | Membra Jesu Nostri                                                         |                          | (en samling av sju kantater) |
| 75a   | Ad pedes: Ecce super montes                                                |                          |                              |
| 75b   | Ad genua: Ad ubera portabimini                                             |                          |                              |
| 75c   | Ad manus: Quid sunt plagae istae                                           |                          |                              |
| 75d   | Ad latus: Surge amica mea                                                  |                          |                              |
| 75e   | Ad pectus: Sicut modo geniti infantes                                      |                          |                              |
| 75f   | Ad cor: Vulnerasti cor meum                                                |                          |                              |
| 75g   | Ad faciem: Illustra faciem tuam                                            |                          |                              |
| 76    | Mit Fried und Freud (Fried- und freudenreiche Hinfahrt)                    |                          | (en samling av två kantater) |
| 76a   | Mit Fried und Freud                                                        |                          |                              |
| 76b   | Klag-Lied: Muss der Tod denn auch entbinden                                |                          |                              |
| 77    | Nichts soll uns scheiden von der Liebe Gottes                              |                          |                              |
| 78    | Nimm von uns, Herr, du treuer Gott                                         |                          |                              |
| 79    | Nun danket alle Gott                                                       |                          |                              |
| 80    | Nun freut euch, ihr Frommen, mit nir                                       |                          |                              |
| 81    | Nun laßt uns Gott dem Herren Dank sagen                                    |                          |                              |
| 82    | O clemens, o mitis, o coelestis Pater                                      |                          |                              |
| 83    | O dulcis Jesu, o amor cordis mei                                           |                          |                              |
| 84    | O fröhliche Stunden, o fröhliche Zeit                                      |                          |                              |
| 85    | O fröhliche Stunden, o herrliche Zeit                                      |                          |                              |
| 86    | O Gott, wir danken deiner Güt'                                             |                          |                              |
| 87    | O Gottes Stadt, o güldnes Licht                                            |                          |                              |
| 88    | O Jesu mi dulcissime                                                       |                          |                              |
| 89    | O lux beata Trinitas et principalis unitas                                 |                          |                              |
| 90    | O wie selig sind, die zu dem Abendmahl des Lammes berufen sind             |                          |                              |
| 91    | Pange lingua gloriosi, corporis mysterium                                  |                          |                              |
| 92    | Quemadmodum desiderat cervus                                               |                          |                              |
| 93    | Salve desiderium, salve clamor gentium                                     |                          |                              |
| 94    | Salve, Jesu, Patris gnate unigenite                                        |                          |                              |
| 95    | Schaffe in mir, Gott, ein rein Herz                                        |                          |                              |
| 96    | Schwinget euch himmelan, Herzen und Sinnen (Lübeck-Kantate)                |                          |                              |
| 97    | Sicut Moses exaltavit serpentem                                            |                          |                              |
| 98    | Singet dem Herren ein neues Lied                                           |                          |                              |
| 99    | Surrexit Christus hodie                                                    |                          |                              |
| 100   | Wachet auf, ruft uns die Stimme                                            | Philipp Nicolai          |                              |
| 101   | Wachet auf, ruft uns die Stimme                                            | Philipp Nicolai          |                              |
| 102   | Wär Gott nicht mit uns diese Zeit                                          |                          |                              |
| 103   | Walts Gott, mein Werk ich lasse                                            |                          |                              |
| 104   | Was frag ich nach der Welt und allen ihren Schätzen                        |                          |                              |
| 105   | Was mich auf dieser Welt betrübt                                           |                          |                              |
| 106   | Welt packe dich, ich sehne mich nur nach dem Himmel                        |                          |                              |
| 107   | Wenn ich, Herr Jesu, habe dich                                             |                          |                              |
| 108   | Wie schmekt es so lieblich und wohl                                        |                          |                              |
| 109   | Wie soll ich dich empfangen                                                |                          |                              |
| 110   | Wie wird erneuet, wie wird erfreuet                                        |                          |                              |
| 111   | Wo ist doch mein Freund gelieben?                                          |                          |                              |
| 112   | Wo soll ich fliehen hin?                                                   | Johann Heermann          |                              |

### Liturgiska verk (113–114)
- BuxWV 113 — Motett 'Benedicam Dominum in omni tempore'
- BuxWV 114 — Missa brevis

### Bröllopsarior(115–122)
- BuxWV 115 — Aria 'Auf, Saiten, auf! Lasst euren Schall erklingen!'
- BuxWV 116 — Aria 'Auf, stimmet die Saiten, Gott Phoebus tritt ein'
- BuxWV 117 — Aria 'Deh credete il vostro vanto'
- BuxWV 118 — Aria 'Gestreuet mit Bleumen'
- BuxWV 119 — Aria 'Klinget fur Freuden, ihr larmen Klarinen'
- BuxWV 120 — Aria 'O fröhliche Stunden, o herrlicher Tag'
- BuxWV 121 — Aria 'Opachi boschetti' (fragment av en försvunnen bröllops serenad)
- BuxWV 122 — Aria 'Schlagt, Künstler, die Pauken und Saiten'

### Kanon(123–124)
- BuxWV 123 — Canon duplex per Augmentationem
- BuxWV 124 — Canon à 3 in Epidiapente et Epidiapason

### Ej bevarade verk (125–127)
- BuxWV 125 — Motet 'Christum lieb haben ist viel besser' (försvunnen)
- BuxWV 126 — Musik zur Einweihung des Fredenhagen-Altars (försvunnen)
- BuxWV 127 — Motet 'Pallidi salvete' (försvunnen)

### Abendmusik(128–135)
- BuxWV 128 — Die Hochzeit des Lammes / Und die Freudenvolle Einholung der Braut zu derselben (försvunnen)
- BuxWV 129 — Das allerschröcklichste und Allererfreulichste, nemlich Ende der Zeit und Anfang der Ewigkeit (försvunnen)
- BuxWV 130 — Himmlische Seelenlust auf Erden (försvunnen)
- BuxWV 131 — Der verlorene Sohn (försvunnen)
- BuxWV 132 — Hundertjähriges Gedicht (försvunnen)
- BuxWV 133 — Die Abendmusiken des Jahres 1700
- BuxWV 134 — Castrum Doloris (försvunnen)
- BuxWV 135 — Templum Honoris (försvunnen)

## Orgelverk (136–225)
- BuxWV 136 — Preludium i C-dur
- BuxWV 137 — Preludium (Preludium, Fuga och Chaconne) i C-dur
- BuxWV 138 — Preludium i C-dur
- BuxWV 139 — Preludium i D-dur
- BuxWV 140 — Preludium i d-moll
- BuxWV 141 — Preludium i E-dur
- BuxWV 142 — Preludium i e-moll
- BuxWV 143 — Preludium i e-moll
- BuxWV 144 — Preludium i F-dur
- BuxWV 145 — Preludium i F-dur
- BuxWV 146 — Preludium i fiss-moll
- BuxWV 147 — Preludium i G-dur
- BuxWV 148 — Preludium i g-moll
- BuxWV 149 — Preludium i g-moll
- BuxWV 150 — Preludium i g-moll
- BuxWV 151 — Preludium i A-dur
- BuxWV 152 — Preludium i a-moll (frygisk)
- BuxWV 153 — Preludium i a-moll
- BuxWV 154 — Preludium i B-dur
- BuxWV 155 — Toccata i d-moll
- BuxWV 156 — Toccata i F-dur
- BuxWV 157 — Toccata i F-dur
- BuxWV 158 — Praeambulum i a-moll
- BuxWV 159 — Chaconne i c-moll
- BuxWV 160 — Chaconne i e-moll
- BuxWV 161 — Passacaglia i d-moll
- BuxWV 162 — Preludium i G-dur för klaverinstrument (eller orgel)
- BuxWV 163 — Preludium i g-moll för klaverinstrument (eller orgel)
- BuxWV 164 — Toccata i G-dur för klaverinstrument (eller orgel)
- BuxWV 165 — Toccata i G-dur för klaverinstrument (eller orgel)
- BuxWV 166 — Canzona i C-dur för klaverinstrument (eller orgel)
- BuxWV 167 — Canzonetta i C-dur för klaverinstrument (eller orgel)
- BuxWV 168 — Canzonetta i d-moll för klaverinstrument (eller orgel)
- BuxWV 169 — Canzonetta i e-moll för klaverinstrument (eller orgel)
- BuxWV 170 — Canzona i G-dur för klaverinstrument (eller orgel)
- BuxWV 171 — Canzonetta i G-dur för klaverinstrument (eller orgel)
- BuxWV 172 — Canzonetta i G-dur för klaverinstrument (eller orgel)
- BuxWV 173 — Canzonetta i g-moll för klaverinstrument (eller orgel)
- BuxWV 174 — Fuga i C-dur för klaverinstrument (eller orgel)
- BuxWV 175 — Fuga i G-dur för klaverinstrument (eller orgel)
- BuxWV 176 — Fuga i B-dur för klaverinstrument (eller orgel)

### Koralpreludier(177–224, ävenMagnificat(203–205)
| BuxWV | Titel                                               | Text                           | Övrigt                                                                   |
| ----- | --------------------------------------------------- | ------------------------------ | ------------------------------------------------------------------------ |
| 177   | Ach Gott und Herr                                   |                                | (d-moll dorisk)                                                          |
| 178   | Ach Herr, mich armen Sünder                         |                                | a-moll, frygisk]                                                         |
| 179   | Auf meinen lieben Gott                              |                                | (e-moll; en svit eller Suite de danses för klaverinstrument eller orgel) |
| 180   | Christ, unser Herr, zum Jordan kam                  | Martin Luther                  | d-moll, dorisk]                                                          |
| 181   | Danket dem Herren, denn er ist sehr freundlich      | Psaltaren 107                  | g-moll, dorisk                                                           |
| 182   | Der Tag, der ist so freudenreich                    | Martin Luther                  | G-dur                                                                    |
| 183   | Durch Adams Fall ist ganz verderbt                  | Lazarus Spengler               | d-moll, dorisk                                                           |
| 184   | Ein feste Burg ist unser Gott                       | Martin Luther                  | C-dur                                                                    |
| 185   | Erhalt uns, Herr, bei deinem Wort                   | Martin Luther och Justus Jonas | g-moll, dorisk                                                           |
| 186   | Es ist das Heil uns kommen her                      |                                | (C-dur)                                                                  |
| 187   | Es spricht der Unweisen Mund wohl                   |                                | (G-dur)                                                                  |
| 188   | Gelobet seist du, Jesu Christ                       | Martin Luther                  | (G-dur [Mixolydisk skala]; koralfantasi)                                 |
| 189   | Gelobet seist du, Jesu Christ                       | Martin Luther                  | (G-dur [Mixolydisk skala])                                               |
| 190   | Gott der Vater wohn uns bei                         |                                | (G-dur [Mixolydisk skala])                                               |
| 191   | Herr Christ, der einig Gotts Sohn                   | Elisabet Cruciger              | G-dur                                                                    |
| 192   | Herr Christ, der einig Gotts Sohn                   | Elisabet Cruciger              | G-dur                                                                    |
| 193   | Herr Jesu Christ, ich weiß gar wohl                 | Bartholomäus Ringwaldt         | a-moll                                                                   |
| 194   | Ich dank dir, lieber Herre                          |                                | (F-dur; koralfantasi)                                                    |
| 195   | Ich dank dir schon durch deinen Sohn                |                                | (F-dur; koralfantasi)                                                    |
| 196   | Ich ruf zu dir, Herr Jesu Christ                    |                                | (d-moll [dorisk]; koralfantasi)                                          |
| 197   | In dulci jubilo                                     |                                | (G-dur)                                                                  |
| 198   | Jesus Christus, unser Heiland, der den Tod überwand |                                | (g-moll [dorisk])                                                        |
| 199   | Komm, Heiliger Geist, Herre Gott                    |                                | (F-dur)                                                                  |
| 200   | Komm, heiliger Geist, Herre Gott                    |                                | (F-dur)                                                                  |
| 201   | Kommt her zu mir, spricht Gottes Sohn               |                                | (g-moll [dorisk])                                                        |
| 202   | Lobt Gott, ihr Christen, allzugleich                |                                | (G-dur)                                                                  |
| 203   | Magnificat Primi Toni                               |                                | (d-moll [dorisk]; koralfantasi)                                          |
| 204   | Magnificat Primi Toni                               |                                | (d-moll; koralfantasi)                                                   |
| 205   | Magnificat Noni Toni                                |                                | (d-moll [dorisk]; koralfantasi)                                          |
| 206   | Mensch, willt du leben seliglich                    | Martin Luther                  | (e-moll [frygisk])                                                       |
| 207   | Nimm von uns, Herr, du treuer Gott                  |                                | (d-moll [dorisk skaladorisk)                                             |
| 209   | Nun bitten wir den heiligen Geist                   |                                | (G-dur)                                                                  |
| 210   | Nun freut euch, lieben Christen g'mein              |                                | (G-dur; koralfantasi)                                                    |
| 211   | Nun komm, der Heiden Heiland                        |                                | (g-moll [dorisk])                                                        |
| 212   | Nun lob, mein Seel, den Herren                      | Johannes Polliander            | (C-dur; koralfantasi)                                                    |
| 213   | Nun lob, mein Seel, den Herren                      | Johannes Polliander            |                                                                          |
| 214   | Nun lob, mein Seel, den Herren                      | Johannes Polliander            |                                                                          |
| 215   | Nun lob, mein Seel, den Herren                      | Johannes Polliander            |                                                                          |
| 216   | O Lux beata, Trinitas                               |                                | (fragment)                                                               |
| 217   | Puer natus in Bethlehem                             |                                |                                                                          |
| 218   | Te Deum laudamus                                    |                                | (koralfantasi)                                                           |
| 219   | Vater unser im Himmelreich                          |                                |                                                                          |
| 220   | Von Gott will ich nicht lassen                      |                                |                                                                          |
| 221   | Von Gott will ich nicht lassen                      |                                |                                                                          |
| 222   | War Gott nicht mit uns diese Zeit                   |                                |                                                                          |
| 223   | Wie schön leuchtet der Morgenstern                  | Philipp Nicolai                | (koralfantasi)                                                           |
| 224   | Wir danken dir, Herr Jesu Christ                    |                                |                                                                          |

### Canzonetta för klaverinstrument eller orgel (225)
Canzonetta i a-moll, BuxWV 225, hittades strax före publiceringen av verkförteckningen och kunde därför inte föras in på rätt plats i katalogiseringen. Därför står den inte bland de andra canzonerna och canzonettorna utan i slutet av orgelverkslistan.
- BuxWV 225 — Canzonetta i a-moll för klaverinstrument (eller orgel)

## Verk för cembalo (226–251)

### Sviterför cembalo (226–244)
- BuxWV 226 — Svit i C-dur
- BuxWV 227 — Svit i C-dur
- BuxWV 228 — Svit i C-dur
- BuxWV 229 — Svit i C-dur
- BuxWV 230 — Svit i C-dur
- BuxWV 231 — Svit i C-dur
- BuxWV 232 — Svit i D-dur
- BuxWV 233 — Svit i d-moll
- BuxWV 234 — Svit i d-moll
- BuxWV 235 — Svit i e-moll
- BuxWV 236 — Svit i e-moll
- BuxWV 237 — Svit i e-moll
- BuxWV 238 — Svit i F-dur
- BuxWV 239 — Svit i F-dur
- BuxWV 240 — Svit i G-dur
- BuxWV 241 — Svit i g-moll
- BuxWV 242 — Svit i g-moll
- BuxWV 243 — Svit i A-dur
- BuxWV 244 — Svit i a-moll

### Variationeroch diverse verk för cembalo (245–251)
- BuxWV 245 — Courante simble med 8 variationer i a-moll
- BuxWV 246 — Aria med 10 variationer i C-dur
- BuxWV 247 — Aria 'More Palatino' med 12 variationer i C-dur
- BuxWV 248 — Aria 'Rofilis' med 3 variations i d-moll (på ett tema av Jean-Baptiste Lully)
- BuxWV 249 — Aria med 3 variationer i a-moll
- BuxWV 250 — Aria 'La Capricciosa' med 32 variationer i G-dur
- BuxWV 251 — Sju sviter "Die Natur und Eigenschaft der Planeten" för klaverinstrument (försvunnen, nämnd av Johann Mattheson)

## Kammarmusik (252–275)
- Sju Sonater, Op. 1 (c. 1694, för violin, viola da gamba och basso continuo):
  - BuxWV 252 — Sonat i F-dur
  - BuxWV 253 — Sonat i G-dur
  - BuxWV 254 — Sonat i a-moll
  - BuxWV 255 — Sonat i B-dur
  - BuxWV 256 — Sonat i C-dur
  - BuxWV 257 — Sonat i d-moll
  - BuxWV 258 — Sonat i e-moll
- Sju Sonater, Op. 2 (1696, för violin, viola da gamba och basso continuo):
  - BuxWV 259 — Sonat i B-dur
  - BuxWV 260 — Sonat i D-dur
  - BuxWV 261 — Sonat i g-moll
  - BuxWV 262 — Sonat i c-moll
  - BuxWV 263 — Sonat i A-dur
  - BuxWV 264 — Sonat i E-dur
  - BuxWV 265 — Sonat i F-dur
- BuxWV 266 — Sonat i C-dur för 2 violiner, viola da gamba och basso continuo
- BuxWV 267 — Sonat i D-dur för viola da gamba, violone och basso continuo
- BuxWV 268 — Sonat i D-dur för viola da gamba och basso continuo
- BuxWV 269 — Sonat i F-dur för 2 violiner, viola da gamba och basso continuo
- BuxWV 270 — Sonat i F-dur för 2 violiner och basso continuo (fragment)
- BuxWV 271 — Sonat i G-dur för 2 violiner, viola da gamba och basso continuo
- BuxWV 272 — Sonat i a-moll för violin, viola da gamba och basso continuo
- BuxWV 273 — Sonat i B-dur för violin, viola da gamba och basso continuo
- BuxWV 274 — Sonat (försvunnen)
- BuxWV 275 — Sonat (försvunnen)

## Appendix (Anhang 1–13)

### Tvivelaktiga verk (1–8)
- BuxWV Anh. 1 — Magnificat anima mea Domine
- BuxWV Anh. 2 — Man singet mit Freuden vom Sieg
- BuxWV Anh. 3 — Oratorie 'Das jüngste Gericht'
- BuxWV Anh. 4 — Natalia Sacra (försvunnen)
- BuxWV Anh. 5 — Sonat i d-moll
- BuxWV Anh. 6 — Courante i d-moll för cembalo
- BuxWV Anh. 7 — Courante i G-dur för cembalo
- BuxWV Anh. 8 — Sinphonia i G-dur

### Felaktigt attribuerade verk (9–15)
- BuxWV Anh. 9 — Kantat 'Erbam dich mein, o Herre Gott' (av Ludwig Busbetzky)
- BuxWV Anh. 10 — Psalmsatsen 'Laudate Dominum omnes gentes' (av Ludwig Busbetzky)
- BuxWV Anh. 11 — Koralpreludium 'Erhalt uns Herr, bei deinem Wort' för klaver (okänd tonsättare, Georg Böhm och Johann Pachelbel har också föreslagits som eventuella upphovsmän)
- BuxWV Anh. 12 — Svit i d-moll för cembalo (av Nicolas Lebègue)
- BuxWV Anh. 13 — Svit i g-moll för cembalo (av Nicolas Lebègue)
- BuxWV Anh. 14 — Koralpreludium 'Christ lag in Todesbanden' för orgel (av Nicolaus Vetter)
- BuxWV Anh. 15 — Missa (Kyrie) för kör (SSATB) med två violiner och basso continuo (av "J. Bocksdehude" (?))